# Estádio Cidade de Coimbra
L'Estadi Ciutat de Coimbra (en portuguès Estádio Cidade de Coimbra) és un estadi de futbol situat a la ciutat de Coïmbra, Regió Centre, Portugal. Va ser inaugurat el 2003, pertany a la Cambra Municipal de Coimbra i és utilitzat per l'Académica de Coimbra. L'estadi té una capacitat de 30.000 espectadors i unes dimensions de 105 x 70 metres. El primer partit que va albergar, el 29 d'octubre de 2003, va ser contra el Benfica i va finalitzar amb una derrota per 1-3.

## Història
L'Estádio Municipal de Coïmbra, també conegut com a Estádio do Calhabé per estar construït a la zona del mateix nom, tenia capacitat per a 15.000 espectadors i va ser edificat a la dècada dels 40.
Amb motiu de la disputa de l'Eurocopa 2004 a Portugal, l'antic Estádio Municipal de Coïmbra fou remodelat per albergar partits d'aquesta competició. El projecte de reurbanització de la zona anomenat EuroStadium alberga també un complex de piscines, un pavelló poliesportiu i un centre comercial Dolce Vita, a més de diversos edificis d'apartaments i nombrosos locals comercials a l'interior i l'exterior de l'estadi.
La remodelació va aprofitar les infraestructures existents, conservant per exemple la pista d'atletisme. Les velles grades van ser condicionades i es va construir un nou anell a sobre d'aquestes, duplicant així la capacitat de l'estadi fins a les 30.000 persones assegudes.